# Rick James
Rick James, pseudonimo di James Ambrose Johnson Jr. (Buffalo, 1º febbraio 1948 – Burbank, 6 agosto 2004), è stato un cantautore, musicista e produttore discografico statunitense.
Esponente della musica funk e R&B, ha ottenuto un grande successo negli Stati Uniti in particolar modo a cavallo tra gli anni settanta e ottanta. Tra le sue canzoni più note spicca Super Freak, che nel 1990 è stata campionata da MC Hammer per il brano U Can't Touch This, vincitore di un Grammy Awards.

## Biografia

### Gli esordi
La sua carriera musicale è iniziata nel 1964, utilizzando lo pseudonimo Big Jimmy, quando insieme a Nick St. Nicholas, futuro membro degli Steppenwolf, ha formato i Sailor Boys, nome poi cambiato in Mynah Birds, gruppo che nel corso degli anni ha cambiato più volte formazione (comprendendo anche Neil Young) e che, nonostante un contratto con la Motown, non ha riscontrato il consenso del pubblico.

### Anni settanta e ottanta: successo da solista
Dopo diverse collaborazioni, tra cui quella con Greg Reeves con il quale creò il gruppo rock Salt'N'Pepper, debuttò come solista nel 1978 con il singolo You and I, pubblicato dall'etichetta Gordy, con il quale riscosse molto successo raggiungendo la vetta della classifica R&B statunitense, ripetuto anche con il successivo Mary Jane, piazzatosi al terzo posto. Nello stesso anno fu pubblicato il suo disco d'esordio, Come Get It!, che scalò la classifica statunitense degli album raggiungendo il 13º posto. Gli ottimi riscontri delle sue prime pubblicazione come solista assicurarono una grande popolarità negli Stati Uniti, tanto che nel 1979 vennero pubblicati ben due nuovi album, Bustin' Out of L Seven e Fire It Up, e i singoli High on You Love Suite, Bustin' Out, Fool on the Street e Love Gun, tutti di grande successo.
Il 1980 fu l'anno di Garden of Love, accompagnato da un unico singolo, Big Time. Alcuni dei suoi pezzi più celebri uscirono l'anno seguente, nel 1981, nel quinto album di inediti Street Songs dal quale furono estratti come singoli. Si tratta di Give It to Me Baby, Super Freak e Ghetto Life, tutti e tre in vetta alla classifica dance degli Stati Uniti e successivamente campionati per la realizzazione di nuovi brani. In particolare, Super Freak fu ripresa nel 1990 dal rapper MC Hammer per la realizzazione di U Can't Touch This, brano vincitore di un Grammy Award. Il successo di questi singoli garantì ottimi risultati di vendita anche all'album dove sono contenuti.
Nel 1982 collaborò con il gruppo musicale R&B The Temptations per l'incisione del brano Standing on the Top, pubblicato come primo singolo dall'album Throwin' Down, uscito nello stesso anno. Anche da questo disco furono estratti diversi singoli, Dance Wit' Me, Hard to Get e She Blew My Mind (69 Times), di discreto successo senza però l'interesse del precedente lavoro. Questi risultati di vendita si mantennero anche con il successivo disco del 1983, Cold Blooded, anticipato dall'omonimo singolo, mentre è del 1984 la prima raccolta del cantante, intitolata Reflections.
Sempre nei primi anni Ottanta interpretò insieme ad Isaac Hayes un musicista che compare in una puntata della serie "A-Team", nell'episodio 6 della 4ª stagione (1984) dal titolo Il cuore del Rock and Roll, dove si esibisce, di fronte a dei carcerati in un istituto di massima sicurezza, in Super Freak.
Nel 1985 produsse e interpretò come voce aggiuntiva Party All the Time, il primo singolo di Eddie Murphy, a cui seguì l'album How Could It Be. Il brano, inciso nello studio privato di Rick James a Buffalo, raggiunse il n. 2 della Billboard Hot 100 per tre settimane. Comparve anche nel video musicale girato nel medesimo studio.
Nello stesso periodo accese una viva polemica con il canale musicale MTV che accusava, assieme ad altri (tra cui David Bowie), di preferire i video di artisti bianchi a discapito di quelli neri. Il canale respinse le accuse, sostenendo che Super Freak era semplicemente troppo volgare e che i video di alcuni artisti neri di successo come Michael Jackson e Prince erano trasmessi regolarmente. Tuttavia, James mantenne viva la questione accusando i colleghi di essere "pezzi del sistema" e incitando gli altri artisti neri a forme di protesta più decise. Va ricordato, comunque, che James nutriva una particolare avversione per Prince. I due si erano incontrati più volte (il primo tour di Prince fu proprio come supporter di James) e le occasioni di scontro non erano mancate. James accusava apertamente Prince di avergli sottratto idee e artisti (in particolare Vanity per la sua girl-band). Prince, tuttavia, negò sempre gli addebiti e, come raccontato dai membri dei Revolution, evitava James anche perché non ne condivideva lo stile di vita a base di droghe e alcol.
Negli anni successivi il cantante pubblicò per la Gordy altri due album di inediti, Glow e The Flag, che tuttavia ottennero risultati inferiori rispetto ai precedenti e alle aspettative, tanto che nel 1987 il cantante chiuse il contratto con l'etichetta con cui lavorava dal suo debutto. Immediatamente dopo ha firmò con la Reprise, sottoetichetta della Warner, con la quale furono pubblicati altri due album di inediti, Wonderful (1988) e Kickin' (1989); quest'ultimo in particolare non riuscì nemmeno a entrare in classifica. Questa serie di insuccessi provocò una battuta d'arresto nella sua carriera artistica.
Nonostante il flebile successo degli ultimi album, in questo periodo ottennero comunque un discreto successo i singoli Glow, seguito dall'omonimo album, e Loosey's Rap, duetto con l'artista hip hop Roxanne Shanté. Nel 2001 compare nel video di Love You Madly dei Cake.

### La scomparsa dalle scene e la morte
Nei primi anni novanta, anche durante una rinnovata popolarità del brano Super Freak in seguito al campionamento effettuato da MC Hammer per U Can't Touch This, il cantante è rimasto artisticamente fermo sia a causa dello scarso successo delle sue pubblicazioni della seconda metà degli anni ottanta che in seguito a dei problemi giudiziari legati all'uso di droga.
È tornato alla musica soltanto nel 1997 con il disco Urban Rapsody, uscito per l'etichetta Private I, che però non è riuscito a riportare il musicista al successo. Nel corso degli anni sono state pubblicate dalla Motown numerose raccolte dei brani più noti del cantautore.
Il 6 agosto 2004 è stato trovato senza vita nella sua casa di Burbank, in California. L'autopsia ha rivelato che, al momento del decesso, l'artista era sotto l'effetto di nove diverse droghe quali alprazolam, diazepam, bupropione, citalopram, idrocodone, digossina, clorfenamina, metanfetamina e cocaina.
La pubblicazione di raccolte da parte della sua storica etichetta discografica è proseguita in seguito al suo decesso in maniera ancora più massiccia, mentre nel 2007 la Stone City ha pubblicato un album postumo, Deeper Still.

## Discografia

### Album
- 1978 - Come Get It!
- 1979 - Bustin' Out of L Seven
- 1979 - Fire It Up
- 1980 - Garden of Love
- 1981 - Street Songs
- 1982 - Throwin' Down
- 1983 - Cold Blooded
- 1985 - Glow
- 1986 - The Flag
- 1988 - Wonderful
- 1989 - Kickin'
- 1997 - Urban Raspody
- 2007 - Deeper Still

#### Raccolte
- 1984 - Reflections
- 1994 - Bustin' Out: The Very Best of Rick James
- 1997 - Ultimate Collection
- 2000 - The Millennium Collection: The Best of Rick James
- 2002 - Anthology
- 2004 - Greatest Hits
- 2005 - Gold
- 2005 - The Millennium Collection: The Best of Rick James, Vol. 2
- 2006 - The Definitive Collection
- 2010 - Icon

### Singoli
- 1978 - You and I
- 1978 - Mary Jane
- 1979 - High on You Love Suite
- 1979 - Bustin' Out
- 1979 - Fool on the Street
- 1979 - Love Gun
- 1980 - Come into My Life
- 1980 - Big Time
- 1981 - Give It to Me Baby
- 1981 - Super Freak
- 1981 - Ghetto Life
- 1982 - Standing on the Top (feat. The Temptations)
- 1982 - Dance Wit' Me
- 1982 - Hard to Get
- 1982 - She Blew My Mind (69 Times)
- 1983 - Cold Blooded
- 1983 - U Bring the Freak Out
- 1983 - Ebony Eyes (feat. Smokey Robinson)
- 1984 - 17
- 1984 - You Turn Me On
- 1985 - Can't Stop
- 1985 - Glow
- 1985 - Spend the Night with Me
- 1986 - Sweet and Sexy Thing
- 1988 - Loosey's Rap (feat. Roxanne Shanté)
- 1988 - Wonderful
- 1989 - This Magic Time/Dance with Me (medley)
- 2006 - In the Ghetto (Busta Rhymes feat. Rick James)

## Filmografia
- A-Team - Serie TV, episodio 4x06 (1985)
- Life - Film di Ted Demme (1999)